# Badgers de Milwaukee
Pour les articles homonymes, voir Badgers.
Les Badgers de Milwaukee (en anglais : Milwaukee Badgers) étaient une franchise de la NFL (National Football League) basée à Milwaukee.
Cette franchise NFL aujourd'hui disparue fut fondée en 1922 et fut membre de la NFL de 1922 à 1926.
Trois joueurs des Badgers sont membres du Pro Football Hall of Fame : Jimmy Conzelman, John McNally et Fritz Pollard.